# The Jacket
The Jacket és un thriller psicològic estatunidenc estrenat l'any 2005, dirigit per John Maybury i protagonitzat per Adrien Brody, Keira Knightley i Jennifer Jàson Leigh. Ha estat doblada al català.

## Argument
Després de sobreviure miraculosament amb una bala al cap, el veterà de la Guerra del Golf Jack Starks (interpretat per Adrien Brody) torna a Vermont patint amnèsia. Coneix una nena anomenada Jackie i la seva mare alcohòlica. Durant un altercat entre un home que l'havia agafat en auto-stop i un agent de policia, Jack Starks és acusat erròniament de l'assassinat de l'oficial de policia. Com que pateix una amnèsia postraumàtica i no pot descriure la veritable escena de l'assassinat, es troba empresonat en una instal·lació psiquiàtrica l'any 1992.
A l'hospital, Starks passa a estar sotmès als experiments del Dr. Becker, un psiquiatre: Regularment, les drogues experimentals s'injecten al cos de Starks, que es posa en una espècie de camisa de força, la jaqueta; llavors es tancat en un calaix de morgue, per períodes que van des d'unes poques hores fins a nits senceres. Durant aquests llargs moments de confinament té visions. Visions sobre moments que ha oblidat per la seva amnèsia, però també projeccions de futur, l'any 2007.
En els seus viatges l'any 2007, Starks retroba Jackie (interpretada per Keira Knightley), que porta llavors una vida miserable, i tots dos s'enamoren. Junts, intenten dilucidar el misteri de la mort de Jack, sobrevinguda l'any 1993. A continuació, abans de morir, Jack se serveix d'informacions adquirides al futur per tal de millorar la vida de la dona que estima.

## Repartiment
- Adrien Brody: Jack Starks
- Keira Knightley: Jackie Price
- Kris Kristofferson: Doctor Thomas Becker
- Jennifer Jason Leigh: Doctor Lorenson
- Daniel Craig: Rudy Mackenzie
- Brandon Coyle: Damon
- Steven Mackintosh: Dr Hopkins
- Kelly Lynch: Jean Price
- Mackenzie Phillips: la infermera Harding
- Tara Summers: la infermera Nina
- Laura Marano: Jackie, de nen
- Brad Renfro: l'estranger
- Jason Lewis: el policia
- Angelo Andreou: el nen iraquià i Babak
- Angus MacInnes: el jutge

## En la cultura popular

### Films sobre els mateixos temes
- The Jacket és una reversió del tema del viatge del temps en la pel·lícula de 2004, The Butterfly Effect. En lloc de passar al passat per canviar el present, Starks viatja cap al futur per canviar el passat.
- La sinopsi de la pel·lícula L'escala de Jacob de 1990 presenta una sèrie de similituds amb The Jacket. Els protagonistes d'ambdues pel·lícules tenen experiències properes a la mort durant el servei militar, i ambdues experiències els creen trastorns psicològics post-traumàtics.
- Les escenes de teràpia grupal a l'hospital recorden escenes del Algú va volar sobre el niu del cucut, pel·lícula de 1975.
- The jacket també té diverses similituds amb la pel·lícula de Michel Gondry Eternal Sunshine of the Spotless Mind (2004). Ambdues històries impliquen personatges clau que estan molestos per la pèrdua de memòria i que s'embarquen en una recerca d'identitat. En ambdues pel·lícules, un costat sobrenatural i angoixant intervé en la pel·lícula. Finalment, els dos directors s'uneixen en la seva recerca d'estètica: Més enllà de la història, les dues pel·lícules són una successió d'escenes netes que enforteixen l'espectador en un ambient tant inquietant com hipnotitzant.

### Llibres
Aquest film presenta similituds amb la novel·la El vagabund de les Estrelles de Jack London on l'heroi, un presoner convicte a mort per a un delicte que no ha comès, es veu vestit amb una camisa de força durant desenes de dies. Per oblidar els dolors que aquesta última procura, es posa en un segon estat, com mort (el seu esperit surt del seu cos), la qual cosa li permet reviure les seves diferents vides anteriors, des de la prehistòria passant pel segle xviii fins als nostres dies.

## Crítica
- "Un apassionant drama que deixarà als cinèfils reflexius lluitant contra aquestes grans preguntes bàsiques"[3]
- "Un confús intent de provocar efectes embriagadores que se senti més com el 'Memento' d'un pobre home. (...) Puntuació: ★★½ (sobre 4)."[4]
- "Una apasionant, commovedora i estranya pel·lícula... només que rara; és just com altres apassionants, commovedores i estranyes pel·lícules que hem vist últimament"[5]
- "Aquesta pel·lícula és terriblement ximple, però no és completament horrible"[2]